# اکبرآباد (پاسارگاد)
اکبر آباد کمین، روستایی از توابع بخش مرکزی شهرستان پاسارگاد در استان فارس ایران است.

## جمعیت
این روستا در دهستان کمین قرار دارد و براساس سرشماری مرکز آمار ایران در سال ۱۳۸۵، جمعیت آن ۱٬۵۴۸ نفر (۳۶۵خانوار) بوده‌است.

## کشاورزی و دامداری
روستای اکبرآباد کمین از لحاظ کشاورزی دارای اهمیت راهبردی زیادی در استان فارس  است ، چرا که سالانه صد ها تن محصولات گندم ، جو ، ذرت ، چغندر و انواع صیفی جات نظیر خیار سبز ، گوجه فرنگی و کلم توسط کشاورزان این روستا برداشت می شود . 
از طرفی از  باغ های وسیع  انگور این روستا سالانه میزان زیادی محصولات انگور ، کشمش و شیره انگور تهیه می شود . 
همچنین دامداران زیاد و  گاوداری های متعدد  نیاز های لبنیاتی و پروتئینی مردم را تامین می کنند .  

## طبیعت
این روستا در مجاورت رشته کوه زاگرس قرار دارد که صخره های مرتفع و غار های سنگی  
پر تعدادجلوه ای خاص به این کوه ها داده اند و آنها را از کوه های اطراف متفاوت ساخته اند . گیاهانی نظیر کنگر و گون و درختانی نظیر کیکم ، بنه ،  بادام کوهی و انجیر کوهی هم به این کوه ها مناظری جذاب و دل انگیز داده اند .       